# Erkenntnis und Befreiung
Erkenntnis und Befreiung war eine österreichische, anarchistische Zeitschrift, herausgegeben von Pierre Ramus, und erschien von 1918 bis 1933, 1927 bis 1928 unter dem Titel Der Anarchist.

## Geschichte
Der Untertitel der Zeitschrift lautete: „Organ des herrschaftslosen Sozialismus. Für soziale und geistige Neukultur im Sinne des Friedens, der Gewaltlosigkeit und Individuellen Selbstbestimmung für freie Menschen und solche, die es werden wollen.“
Es beteiligten sich mehrere Organisationen an der Herausgabe: die Föderation der Universellen Union der Anarchisten, die Anarchisten Jugend-Internationale, die Internationale antimilitaristischen Büros gegen Krieg und Reaktion, der Internationale Antimilitaristenvereinigung, der Internationale der Kriegsdienstgegner, des Internationalen Verbands für Selbstabrüstung und der Internationalen Arbeiter-Assoziation des Anarchismus und Anarchosyndikalismus sowie die Horizontgruppe des „Mundismus“. Die im gleichnamigen Verlag erschienene Publikation war um 1925 auch das Mitteilungsblatt des Bundes herrschaftsloser Sozialisten in Österreich. 
1927 hatte Ramus die Leitung der Zeitschrift Der Anarchist. Erkenntnis und Befreiung verstand sich als Nachfolge-Zeitschrift der ebenfalls von P. Ramus herausgegebenen Zeitschrift Wohlstand für Alle (Dezember 1907 bis Juli 1914) und wurde von den gleichen Redaktions-Mitgliedern betreut: Johann Magerer, Karl Schwabel, Otto Lustig und Rudolf Kowaltschik. Erkenntnis und Befreiung setzte sich für den kommunistischen Anarchismus und den antiautoritären Sozialismus (laut Zeitschrift: „herrschaftsloser Sozialismus“) ein. Die Herausgeber wollten aus dem Verkauf der Zeitschrift keinen Gewinn erzielen. Dieser sollte gegebenenfalls in den Verlag investiert werden zur Herausgabe von Büchern und Zeitschriften und in einen Fonds, der zum Ankauf von Land gegründet wurde. Der Grund und Boden sollte für jeden freiheitlichen Sozialisten zur Besiedlung freistehen.
Die Erscheinungsweise der Zeitschrift war am Anfang zweimal monatlich, später zweimal wöchentlich, danach wöchentlich. Es erschienen zwei Sonderausgaben, Sacco und Vanzetti (1927) und Antimilitaristen (1928). Ab 1927 erschien die Zeitschrift unter dem Titel Der Anarchist bis 1928; von 1928 bis 1933 erschien die Zeitschrift wieder unter dem alten Namen Erkenntnis und Befreiung, inhaltlich für individuelle Selbstbestimmung, Gewaltlosigkeit und soziale, geistige Veränderung. Die von R. Umek, E. Riedel und Ferdinand Groß 1976 in Graz herausgegebene Zeitschrift Befreiung sah sich in der Tradition von „Erkenntnis und Befreiung“.

## Artikel (Auswahl)
1919, Nr. 16: „Die Idee der Arbeiterräte in Gefahr!“. „Einzelheiten über die letzten Tage und die Ermordung unseres Geistesführer Gustav Landauer.“ „Friedenskrieger des Hinterlandes“, von Pierre Ramus. „Aus der Internationale“. Nr. 19: „Ein Attentat der Volksaushungerung“. „Die Unfruchtbarmachung der Minderwertigen“.
„Soziales Leben und Werden. Praktische Vorschläge und Gedanken zur Begründung einer herrschaftslos-sozialistischen Siedlung“. Nr. 25: „Staatsbedarf und Volksruin“. „Die Stellung der geistigen Arbeiter in der freien Gesellschaft“. „Gelöbnis der Internationalisten“. Nr. 30: „Die Kriegsgefahr“. „Die kommunistische Anarchie in Mexiko“. „Zum Tode Ernst Häckels“. Nr. 54: „Munitionslieferung ist Beihilfe zum Völkermord“. „Syndikalismus und herrschaftsloser Sozialismus“. „Hinweg mit jeglicher Autorität“.
1924, Nr. 8: „Die Kommune von Pirmasens“. „Anarchie“. „Gesetzliche Betriebsräte“. Nr. 15: „Schergenjustiz der Autorität“. „Anarchismus und Arbeiterbewegung“. „Ludwig Mises - ein Spätapostel des Kapitalismus“. Nr. 52: „Mahnruf zur Jahreswende“. „In der Sackgasse der Neuen ökonomischen Politik“.

## Erkenntnis
Seit 1993 erscheint in Wien die anarchistische Zeitschrift Erkenntnis, die von der Pierre-Ramus-Gesellschaft in Wien herausgegeben wird und sich „in der Nachfolge der von Pierre Ramus 1918–1936 herausgegebenen Zeitschrift Erkenntnis und Befreiung versteht“. Sie erschien bis 2003 als Printausgabe, danach als Online-Zeitschrift, und bemüht sich um die Aufarbeitung sowohl klassischer wie auch aktueller Themen aus libertärer Sicht und will die Werke und das Leben von Ramus einer breiteren Öffentlichkeit vermitteln. Inhaltliche Schwerpunkte sind unter anderem: „Geld und seine Verteilung, Wohnen und Grund und Boden, Wirtschaftsordnung, Basiseinkommen, Arbeit und Familie, Reformpolitik“. Weiterhin erschienen Beiträge zu den Themen Faschismus, Esoterik, Gewerkschaftsbund und neuere  Musikszene Hip-Hop.

## In Bibliotheken
- Im Katalog der Deutschen Nationalbibliothek. Erkenntnis und Befreiung
- Im Katalog der Deutschen Nationalbibliothek. Der Anarchist
- Erkenntnis und Bedreiung in der Zeitschriftendatenbank ZDB-ID 546677-5
- Der Anarchist in der Zeitschriftendatenbank ZDB-ID 1084043-6